# Busy (Doubs)
Busy település Franciaországban, Doubs megyében. Lakosainak száma 675 fő (2022. január 1.). Busy Rancenay, Thoraise, Vorges-les-Pins és Chenecey-Buillon községekkel határos.

## Népesség
A település népességének változása:
| Lakosok száma | 273  | 331  | 407  | 519  | 597  | 618  | 630  | 636  | 649  | 675  |
|               | 1968 | 1982 | 1990 | 2006 | 2013 | 2015 | 2017 | 2019 | 2020 | 2022 |